# Karel Maydl

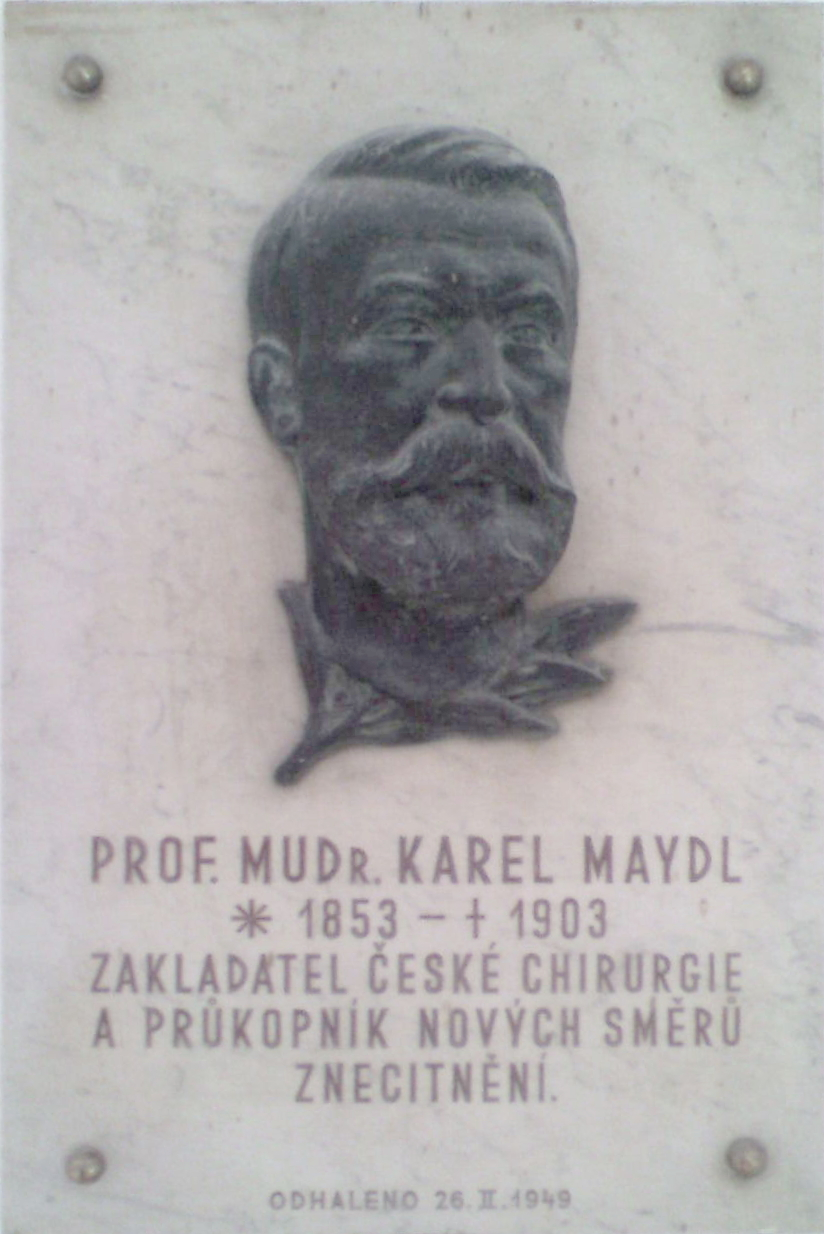
pamětní desku Karla Maydla v Olomouci vytvořil Julius Pelikán

Karel Maydl (10. března 1853, Rokytnice nad Jizerou – 8. srpna 1903 (uváděno také 1900), Dobřichovice) byl český a rakouský lékař, zakladatel české chirurgie a průkopník nových směrů v anesteziologii.

## Život

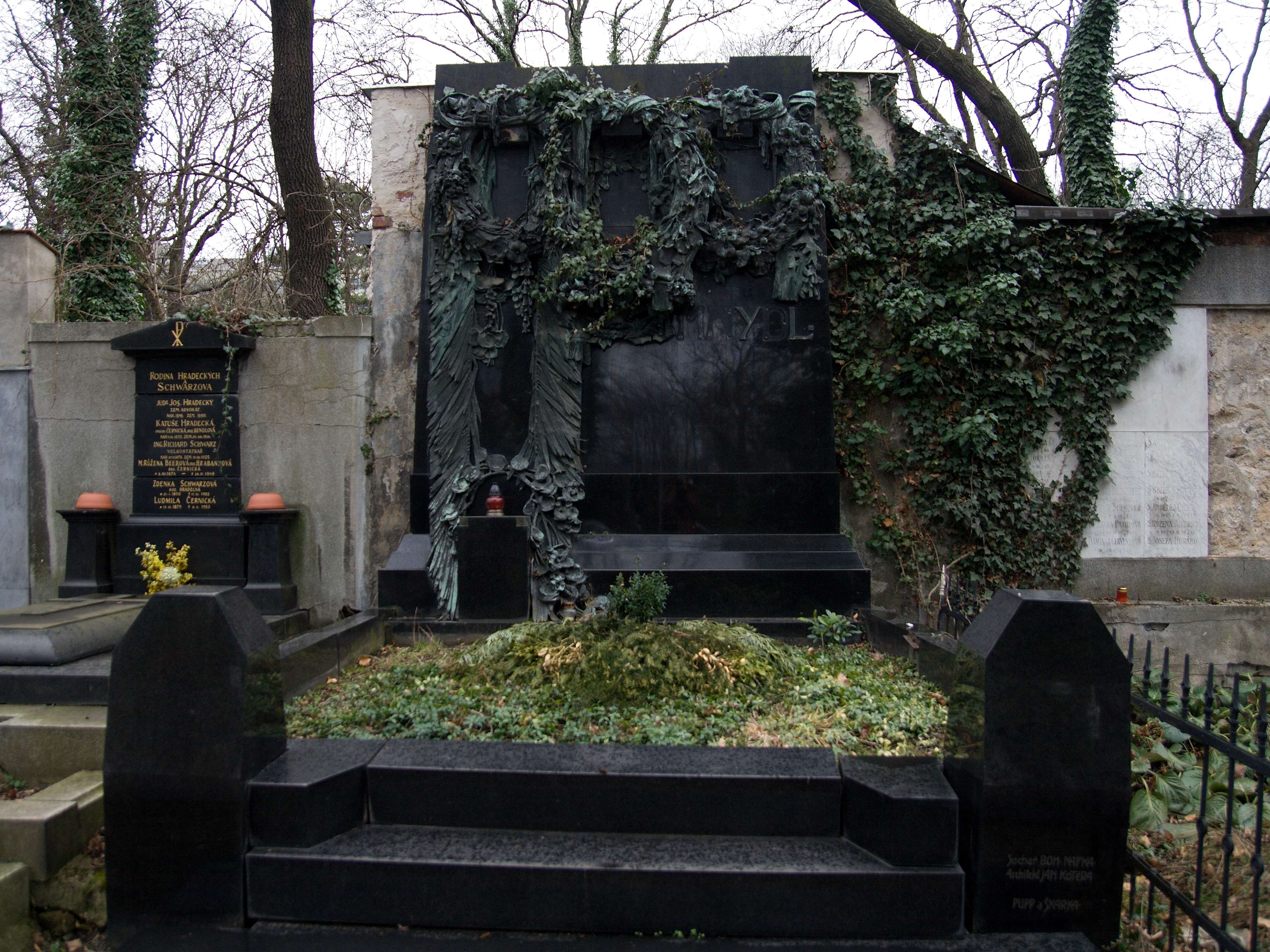
Hrobka rodiny Karla Maydla na Olšanských hřbitovech podle návrhu Jana Kotěry

### Lékař
V letech 1891–1903 byl přednostou chirurgické kliniky v Praze. Za dobu jeho působení rozvinula klinika všechny aspekty své činnosti do té míry, že dosáhla nejen evropské, ale v některých ohledech i světové úrovně. Předznamenáním těchto reforem organizace a provozu kliniky byla jeho inaugurační přednáška „O působení antisepse“. Na klinice zavedl vedení chorobopisů, operačních knih, mikroskopické, chemické a histologické laboratorní vyšetřování a nošení bílých plášťů. Zasloužil se také o provádění nových operací, např. pylorektomie, jejunostomie, primární a sekundární resekce tlustého střeva, operace žlučníku, echinokoku jater, operace mozku, extrofie močového měchýře, operace strum a kýl a také operace gynekologické. Při operacích byly rány šity podle Listerova způsobu. Jako první provedl laminektomii (1882), odstranil nádor mozku (1885), exstirpoval larynx za použití intubace trachey.

### Úmrtí
Zemřel 8. srpna 1903 v Dobřichovicích ve věku 50 let. Jeho hrobku na Olšanských hřbitovech navrhl v roce 1904 Jan Kotěra.

## Dílo
- Zur Technik der Kolotomie: Centralblatt für Chirurgie (1888)
- Podrobná chirurgie (1897)